# Alzamiento indígena de Cañar-Azuay (1862)
El alzamiento de Cañar y Azuay de 1862 fueron una serie de manifestaciones indígenas, que tuvieron lugar en Ecuador, durante los primeros años de la época de dominio garciano,al mando de los líderes comunero de Azuay Agustín Miranda junto a Antonio Obado de Cañar,en contra del sistema departamental provincial y el sistema de infraestructura vial interpuesto por el presidente Gabriel García Moreno.

## Antecedentes

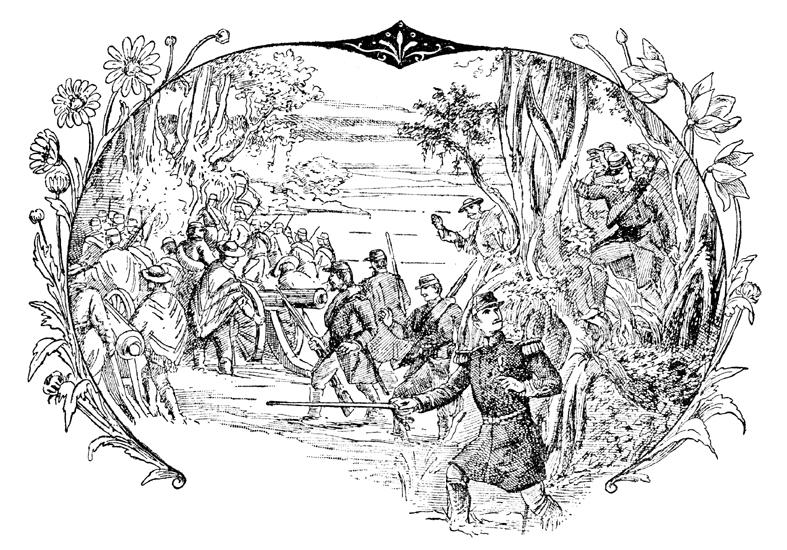
Batalla de Guayaquil.

El doctor Gabriel García Moreno llega a la presidencia del Ecuador, tras el exilio forzado del presidente Francisco Robles y de derrotar al ejército liberal del general Guillermo Franco en la batalla de guayaquil,que devolvía la paz al país después de una crisis diplomática y social generada por el presidente Francisco Robles quien cedió territorios disputados con el presidente Ramón Castilla de Perú a unos acreedores ingleses como pago a la deuda de la independencia.
Ahora como presidente de la república Gabriel García Moreno dio paso aun proceso conocido como la etapa de dominio garciano, reformando los principales poderes del estado precedidos por los liberales,desmantelando algunas fuerzas políticas como el ejército de los Tauras,una de sus políticas implicaba la construcción de carreteras que sirviera de contacto entre la costa y la sierra,dichas medida implicaban el retorno del pago de los diezmos como el reclutamiento de las mitas y los obrajes, abolidos tras la campaña de la independencia de Simón Bolívar y Antonio José de Sucre.

## Acontecimientos
Gabriel García Moreno inspirado en el plan vial de Francia durante su exilio ordenado por el presidente José María Urbina, dictamino al ministro de hacienda Carlos Aguirre Montufar y el ministro del interior Rafael Carvajal,de enviar el mensaje a todas las comunidades de la sierra el retorno del trabajo de las mitas para la construcción de carreteras y formalizar la comunicación entre las dos regiones.
La noticia fue muy mal recibida por todas las comunidades indígenas, los líderes comuneros Agustín Miranda y Antonio Obado protestaron fuertemente el regreso del trabajo de las mitas o los obrajes,negándose a que sus comunidades se iban a unir al trabajo impuesto por el presidente, a pesar de la impopularidad de las medidas por órdenes del gobierno se tomó la decisión de empezar el reclutamiento obligatorio de los habitantes de las comunidades de Cañar y Azuay para la construcción de vías.
Ante las acciones tomadas por el gobierno, Agustín Miranda junto Antonio Obado incitaron a las poblaciones de sus ciudades y de Morona Santiago, a rechazar las medidas optadas por Gabriel García Moreno,es con eso que empezarán unas protestas reclamando el respeto a los derechos de las comunidades y la abolición del plan vial, el valor de Agustín Miranda y Antonio Obado llevó a que se dieran diferentes manifestaciones en las provincias de Azuay como de Cañar donde sabotearon los trabajos de la construcción de vías.
Gabriel García Moreno en un principio había minimizado las acciones tomadas por Agustín Miranda y Antonio Obado, pero tras conocerse de mano de sus generales Secundino Darquea y Antonio Martínez Pallarés, de la noticia de que el general José María Urbina amigo íntimo del expresidente Francisco Robles exiliado también tras la guerra civil había planificado un movimiento militar para invadir territorio ecuatoriano,llevó a que Gabriel García Moreno ordenó la inmediata represión de las manifestaciones, bajo sus órdenes los generales Francisco Salazar, Antonio Martínez Pallarés y Julio Sáenz acompañado por una cúpula de soldados a las provincias de Cañar como Azuay.

## Consecuencias
La llegada del ejército a las provincias se produjo un sangriento enfrentamiento donde perdieron la vida diferentes manifestantes indígenas y se ordenó la captura de Agustín Miranda junto a Antonio Obado, ambos por órdenes de Julio Sáenz serían acusados de planear un golpe de Estado contra el presidente,siendo condenados a la pena de la horca, tras sus muertes sus cuerpos serían descuartizados.
Con la muerte de Agustín Miranda y Antonio Obado se puso fin a las manifestaciones indígenas, ante el salvajismo ocasionado por el ejército de Gabriel García Moreno se ordenó la inmediata construcción y seguimiento del plan vial,bajo la advertencia de que si las comunidades no cumplían con el dictamen sería condenados a muerte, las manifestaciones llevaron a la renuncia del ministro Carlos Aguirre por Camilo Ponce Ortiz,este hecho provocó una mala fama al presidente por parte de las comunidades indígenas por la sobreexplotación de los trabajadores llevaría a otro levantamiento indígena en 1871 al mando del líder puruha Fernando Daquilema.